# 松竹
松竹株式会社（しょうちく、英: Shochiku Co.,Ltd.）は、日本の映画、演劇の制作、興行、配給を手掛ける日本の企業。東宝、東映と並ぶ日本のメジャー映画会社「御三家」のひとつ。東京都中央区築地に本社を置く。

## 概要
演劇の興行会社として創業し、その後映画の配給や制作にも進出した。
映画については戦前より“松竹大船調”と呼ばれるホームドラマ、人情喜劇を得意とし、東宝のサラリーマン喜劇、特撮、東映の時代劇、ヤクザ映画、日活のアクション映画、青春映画などとともに各大手会社のカラーを鮮明にした日本映画全盛期を担った。1960年代より専属俳優よりはテレビ等で人気の出たスターを迎える傾向が強くなり、その一人である渥美清は1970年代以降『男はつらいよ』シリーズで、外部俳優ながらも同社の屋台骨を支えた。彼の死（1996年）後3年弱で松竹は邦画興行ブロックを停止、翌年には大船撮影所も閉鎖された。
祖業である演劇・舞台興行においては、東京に2ヶ所（歌舞伎座、新橋演舞場）、関西に2ヶ所（京都南座、大阪松竹座）の4ヶ所の劇場を保有。歌舞伎興行をほぼ独占的に扱う他、新派や松竹新喜劇も手掛けている。また傘下に持つ松竹芸能では、主に関西で「角座」での演芸公演を行っており、吉本興業と並ぶ上方演芸・大阪芸能界の主要事務所となっている。
第二次世界大戦前の1935年（昭和10年）、松竹は吉本興業との間に紳士協定を締結。関西において松竹は一切演芸界に手を出さない。その代わりに吉本は外の会社に所属演芸師を出演させたり、他会社に投資したりしないという取り決めがなされ、松竹は漫才などの演芸部門から手を引いた時期がある。しかし1939年（昭和14年）に吉本興業の林正之助が東宝の経営陣に迎えられ、所属芸人を東宝映画に出演させ始めた。松竹は協定が破られたとして演芸部を新設して対抗。折から新興キネマによる吉本所属芸人の大量引き抜きもあり、業界内は所属先をめぐり大混乱となった。その後、各社間の手打ちが行われたが、松竹は会社として演芸部門についても維持し続けることとなった。
文楽（人形浄瑠璃）や歌劇（松竹歌劇団、大阪松竹歌劇団（現在のOSK日本歌劇団））、直営の演芸（浅草松竹演芸場、道頓堀角座、神戸松竹座等）から相撲興行やプロ野球（セ・リーグ加盟の松竹ロビンス）、ボウリング、アイススケートリンクの運営等幅広い活動を行い、一時は明治期からのお雇い外国人、アウグスト・ユンケルを指揮者として松竹交響楽団なる本格的なオーケストラまで所有していた（戦時中は「大東亜交響楽団」と改称したが戦後に自然消滅）。1995年には創立100年事業の一環として松竹大船撮影所の敷地内に「鎌倉シネマワールド」なるテーマパークを開業させたが、不入りでわずか3年で閉鎖に至った。
また、メディア対策として、東宝や大映（のちの角川書店）等と共にフジテレビジョン（フジテレビ）の会社設立に参加（1959年開局）。なお、現在はフジテレビ旧会社法人の後身に当たるフジ・メディア・ホールディングス株式の殆どを放出している反面、松竹大株主の10位以内にTBSテレビの名が連なる（後にTBS〈旧東京放送〉旧会社法人の後身に当たるTBSホールディングスと資本業務提携）など放送局との関係に変化が見られる（フジ・メディア・ホールディングスは認定放送持株会社である）。一方では通信衛星を利用した自社製作の番組（映画、テレビドラマ、劇場中継等）を中心に流す「衛星劇場」「ホームドラマチャンネル」等を立ち上げている。
2005年、創業110年を記念した女優発掘オーディション松竹STAR GATEを歌舞伎座で開催。

## 沿革
- 1895年 大谷竹次郎が京都阪井座を買収し、その興行主となる（松竹ではこれを創業起源としている）。
- 1902年 大谷竹次郎が兄・白井松次郎と共に、松竹（まつたけ）合名会社を設立する[† 1]。
- 1912年9月 「松竹女優養成所」を作り、女優の募集を開始。1期生に東愛子、常盤操子、和歌浦糸子、富士野蔦枝、住の江蘭子、可知喜代子、伊達京子、河原月子、渡君江、[小坂きみ子など20名。
- 1920年2月 松竹キネマ合名会社を設立。映画製作を開始。
- 1920年11月 帝国活動写真株式会社を設立する。
- 1921年 帝国活動写真株式会社を松竹キネマ株式会社と改称し、同時に松竹キネマ合名会社を合併する。
- 1923年5月17日 大阪松竹座開場。
- 1925年 現在の丸の内ピカデリーの前身となる『邦楽座』を開場。
- 1930年3月 東京劇場開場。
- 1931年 日本で初めての本格的トーキー『マダムと女房』を上映する。
- 1937年 松竹キネマと松竹興行（ここまで読みは共に「まつたけ」）を統合し、松竹（しょうちく）株式会社を設立する。
- 1949年 東京証券取引所、大阪証券取引所、名古屋証券取引所、福岡証券取引所上場。
- 1950年 札幌証券取引所上場。
- 1951年 日本初のカラー映画『カルメン故郷に帰る』を上映する。
- 1953年 五社協定に調印[5]。
- 1956年9月15日 東京都中央区築地に本社ビルとなる松竹会館完成。映画館『松竹セントラル』開業。
- 1984年10月6日 有楽町マリオン9階に丸の内ピカデリーが2館体制となって移転オープン。
- 1987年10月3日 有楽町マリオン新館5階に丸の内松竹（現：丸の内ピカデリー ドルビーシネマ）がオープン。
- 1993年 CS放送局の衛星劇場を開局。
- 1995年 鎌倉シネマワールドを開業。
- 1997年 松竹マルチプレックスシアターズによるシネマコンプレックス「MOVIX」展開開始。当時専務の職についていた奥山和由によりシネマジャパネスクプロジェクトが開始。衛星劇場のチャンネル名が同名称に変更される。
- 1998年1月 奥山融社長と奥山和由専務が取締役会で解任され、松竹から事実上追放となる。シネマジャパネスクプロジェクトが終焉。10月1日に衛星劇場に名称が戻る。12月15日 鎌倉シネマワールドを閉鎖。
- 1999年 松竹会館の閉鎖・解体に伴い、本社機能を東劇ビル内に移転する。
邦画興行におけるブロック・ブッキング体制を廃止、洋画を含めたフリー・ブッキング興行に移行する。
- 2000年6月 大船撮影所を閉鎖し敷地を鎌倉女子大学に売却。傍系会社としての京都撮影所は残存するものの、製作開始後78年目にして直営の製作機能を停止した。また、映画製作者連盟に加盟する映画会社で唯一首都圏に撮影所を持たない会社となった。
- 2008年 名古屋証券取引所上場廃止。
- 2009年 配給と共同製作を手がけた邦画『おくりびと』が米国アカデミー賞外国語映画賞を受賞。外国語映画賞が独立した部門になり、ノミネート方式になってから日本映画で受賞したのは初めて。
- 2011年
  - 直営の映画興行部門をシネマコンプレックス運営子会社の松竹マルチプレックスシアターズに譲渡。
  - 3月 京都撮影所を「株式会社松竹撮影所」と改称。大船撮影所の閉鎖以降東京本社に設立されたセクションである「新撮影所準備室」を統合する。
- 2016年1月20日 コンピレーションアルバム「松竹120周年 映画音楽集」を発売[6]。
- 2022年4月 東京証券取引所の市場区分見直しに伴い、市場第一部からプライム市場へ移行。
- 2024年1月25日 TBSホールディングスとの資本業務提携に合意する[7]。
- 2025年7月1日 BS松竹東急をJCOMに売却[8]。

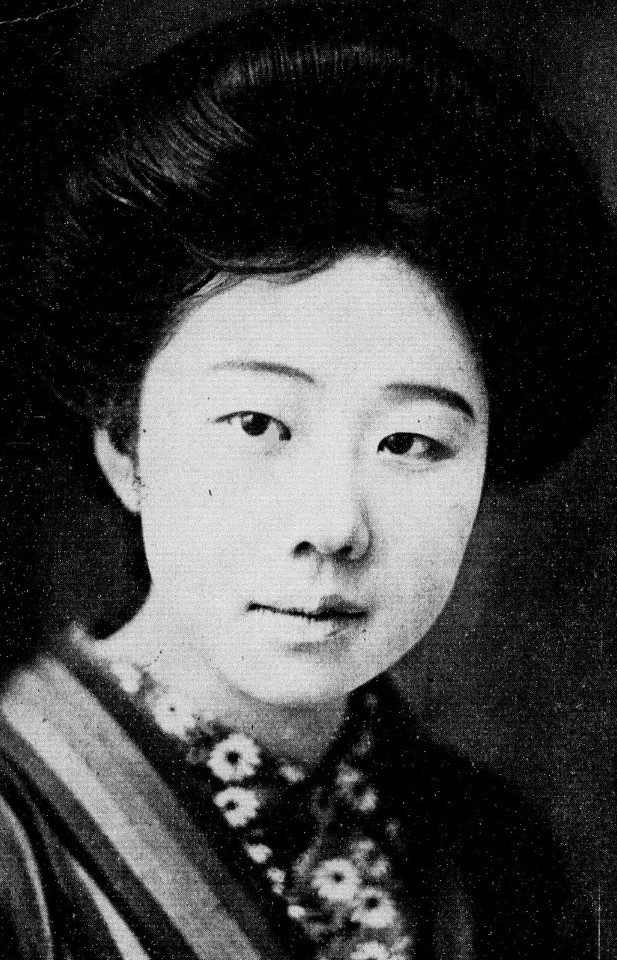
松竹女優養成所1期生の東愛子
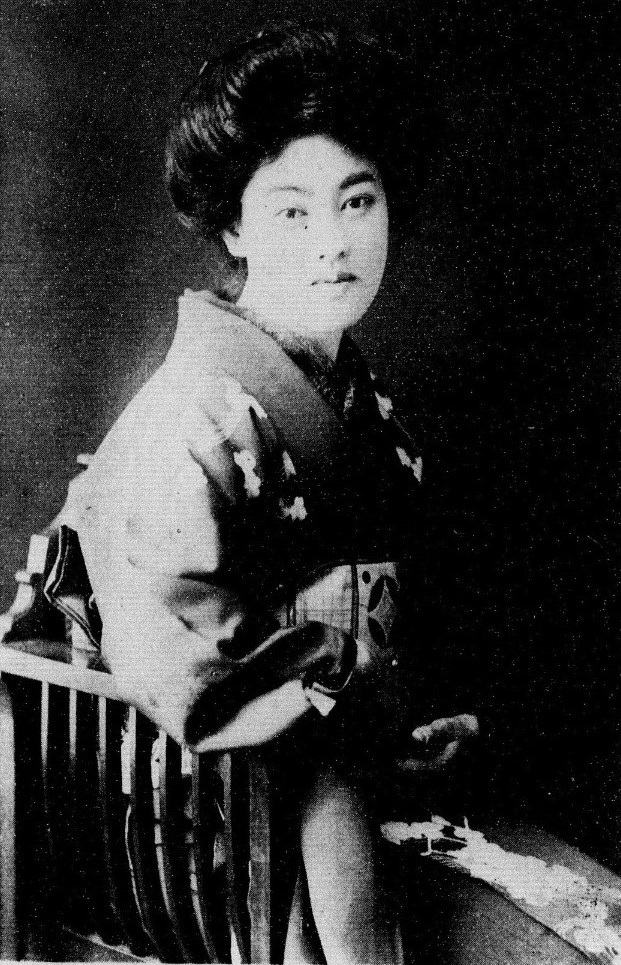
同1期生の和歌浦糸子
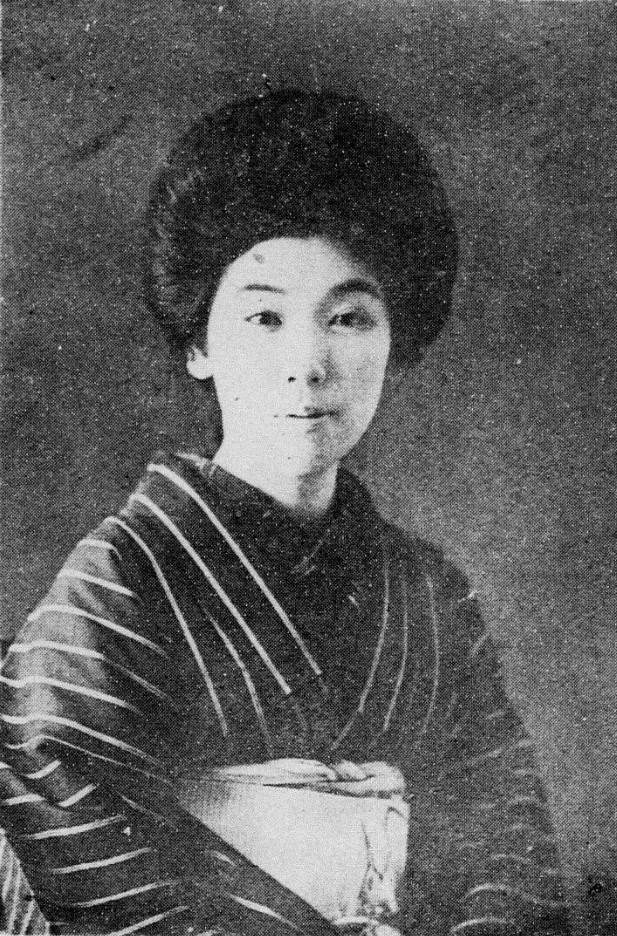
同1期生の富士野蔦枝
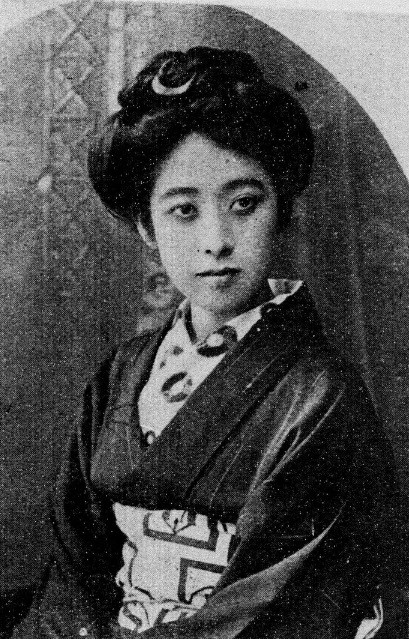
同2期生の林千歳

## 歴代社長
1. 1920年 - 1925年：大谷竹次郎
2. 1925年 - 1936年：白井松次郎
3. 1936年 - 1954年：大谷竹次郎
4. 1954年 - 1960年：城戸四郎 - 大谷竹次郎の娘婿
5. 1960年 - 1962年：大谷博 - 大谷竹次郎の娘婿
6. 1962年 - 1963年：大谷竹次郎
7. 1963年 - 1971年：城戸四郎
8. 1971年 - 1984年：大谷隆三 - 大谷竹次郎の子
9. 1984年 - 1991年：永山武臣
10. 1991年 - 1998年：奥山融 - 専務の子
11. 1998年 - 2004年：大谷信義 - 大谷隆三の長男
12. 2004年 - 2023年5月22日：迫本淳一 - 城戸四郎の孫
13. 2023年5月23日 - 現職：髙𣘺敏弘[9]

＊現代から8代目までの出典：「松竹年表」『松竹九十史』、松竹、657-696頁、1985年、1985年12月28日。全国書誌番号:87001945。

## 主要監督
- 池田義信
- 野村芳亭
- 島津保次郎
- 五所平之助
- 牛原虚彦
- 小津安二郎（蒲田）
- 清水宏
- 成瀬巳喜男（蒲田）
- 大曾根辰夫（京都）
- 吉村公三郎
- 大庭秀雄
- 渋谷実
- 木下惠介（蒲田）
- 中村登
- 川島雄三
- 野村芳太郎（大船）
- 小林正樹（大船）
- 大島渚（大船）
- 篠田正浩
- 吉田喜重（大船）
- 山田洋次

## 主要脚本家
- 島津保次郎

## 主要俳優

### 男優
- 五味国太郎
- 諸口十九
- 岩田祐吉
- 鈴木伝明
- 岡田時彦
- 毛利輝夫
- 高田稔
- 上原謙
- 佐野周二
- 佐分利信
- 高田浩吉
- 笠智衆
- 大坂志郎
- 山内光
- 大内弘
- 結城一朗
- 宇佐美淳
- 鶴田浩二
- 佐田啓二
- 高橋貞二
- 三國連太郎
- 大木実
- 田村高廣
- 杉浦直樹
- 石濱朗
- 津川雅彦
- 吉田輝雄
- 高宮敬二
- 菅原文太
- 寺島達夫
- 三上真一郎
- 石坂浩二
- 竹脇無我
- 勝呂誉
- 藤岡弘
- 中村嘉葎雄
- 田村正和
- 三橋達也
- 川津祐介
- 山口崇
- 宗方勝巳
- 佐々木功
- 南原宏治（南原伸二）
- 原保美
- 小笠原弘
- 夏川大二郎
- 若原雅夫
- 小坂一也
- 菅佐原英一
- 佐竹明夫
- 若杉英二
- 北原隆
- 船山汎（船山裕二）
- 片山明彦
- 川喜多雄二
- 高城丈二
- 園井啓介
- 森美樹
- 早川保
- 松原緑郎
- 北上弥太郎
- 清川新吾
- 松川勉
- 片桐真二
- 花ノ本寿
- 山下洵一郎（山下洵二）
- 山本豊三
- 田浦正巳

### 女優
- 澤村春子
- 川田芳子
- 栗島すみ子
- 柳さく子
- 五月信子
- 英百合子
- 梅村蓉子
- 岡田嘉子
- 伏見直江
- 水谷八重子
- 飯田蝶子
- 三村千代子
- 岡村文子
- 吉川満子
- 歌川八重子
- 八雲恵美子
- 田中絹代
- 松井千枝子
- 松井潤子
- 伊達里子
- 龍田静枝
- 川崎弘子
- 桑野通子
- 高杉早苗
- 逢初夢子
- 三宅邦子
- 高尾光子
- 井上雪子
- 出雲八重子
- 及川道子
- 水久保澄子
- 水島光代
- 黒田記代
- 坪内美詠子
- 水戸光子
- 高峰三枝子
- 木暮実千代
- 三浦光子
- 小桜葉子
- 高峰秀子
- 桜むつ子
- 宮城千賀子
- 笠置シヅ子
- 望月優子
- 幾野道子
- 利根はる恵
- 津島恵子
- 滝瑛子
- 淡島千景
- 角梨枝子
- 桂木洋子
- 岸惠子
- 香川京子
- 小林トシ子
- 高千穂ひづる
- 野添ひとみ
- 有馬稲子
- 岡田茉莉子
- 淡路恵子
- 草笛光子
- 小山明子
- 牧紀子
- 古賀さと子
- 岩下志麻
- 芳村真理
- 桑野みゆき
- 倍賞千恵子
- 加賀まりこ
- 真理明美
- 香山美子
- 鰐淵晴子
- 尾崎奈々
- 倍賞美津子
- 由美かおる
- 中野良子
- 高橋洋子
- 松坂慶子
- 早乙女愛
- 桜田淳子
- 森昌子
- 原田美枝子
- 浅茅陽子
- 冨士真奈美
- 月丘夢路
- 芦川いづみ
- 忍節子
- 久原良子
- 御影公子
- 由美あづさ
- 西條鮎子
- 小畠絹子
- 雪代敬子
- 田代百合子
- 杉田弘子
- 有沢正子（山内敬子）
- 有田紀子
- 東谷暎子
- 瞳麗子
- 泉京子
- 浅茅しのぶ
- 日比野恵子
- 黒木瞳
- 伊吹友木子
- 藤乃高子
- 山田百合子
- 水原真知子
- 中川弘子
- 紙京子
- 七浦弘子
- 槇芙佐子
- 生田悦子
- 瑳峨三智子
- 中村晃子
- 井川邦子
- 榊ひろみ
- 炎加世子
- 藤田泰子
- 北原三枝

## オープニングロゴ
1936年に撮影所を蒲田から大船に移した時期に富士山の背景による松竹タイトルが初登場した。横書きで「松竹映画」の文字が出てくるのは戦中で、戦後は様々なバリエーションの松竹タイトルが作られるも結局は富士山背景のバージョンに落ち着いた。
1980年代序盤に夜明けのアニメーションが追加され、1995年には富士山をイメージしたCGを背景に「松竹映画」に加えローマ字で「Shochiku」と表記するようになったが、2000年「ダンサー・イン・ザ・ダーク」の配給に際して、既存のロゴが似合わないという声があり、2003年に既存のオープニングを基に図案化したCGによる富士山の下にローマ字で「SHOCHIKU」と表記するオープニングが新たに製作され、それ以降に製作されたほとんどの映画がそのロゴを使用するようになったが、前述した一世代前のロゴは主に時代劇や山田洋次監督作品で引き続き使用されていた。後述する新ロゴリニューアル後も、洋画で使用されるケースがある（「天才作家の妻 40年目の真実」など）。
2015年の創業120年を機に、チームラボ製作の「継承」と「発展」を表現したもの と、IMAGICAウェスト製作の本物の富士山の映像をバックに「松竹」の文字とロゴと、ロゴの下にローマ字で「SHOCHIKU」の文字を映し出したもの の2種類にリニューアルされたが、IMAGICAウェスト製作のロゴが主に使用されるようになった。ただし、チームラボ制作のロゴも一部作品で使用されている（「あした世界が終わるとしても」など）。
ちなみに1930年代前期から戦中にかけてエンドタイトルの後に松竹マークが数秒間映し出される作品共通の演出が用いられていた。この演出は戦中から終戦期の作品では松竹マークを背景に「終」の文字が映し出されるものに変わり、戦後は用いられなくなった。

## 撮影所
- 松竹キネマ蒲田撮影所
- 下加茂撮影所
- 大船撮影所
- 京都撮影所（太秦） - 株式会社松竹撮影所

2011年現在、京都撮影所のみ現存している。

## 松竹洋画

### 洋画買付
1920年（大正9年）11月1日、松竹キネマ合名社創業と同時に、東京歌舞伎座にて自社作品との併映の形で洋画の興行を開始したのを嚆矢とする。松竹キネマ合名社内には外国部が設置され、洋画の買い付けにあたった。同年12月31日、銀座金春館を洋画専門劇場として開場。生駒雷遊や徳川夢声といった一流活弁士を出演させた。翌1921年（大正10年）からは浅草の帝国館を松竹洋画の拠点と定めたが、大作の一部は歌舞伎座や明治座でも興行を行った。
一方、関西松竹合名社の手により、1923年（大正12年）5月17日には道頓堀に大阪松竹座が完成。洋画興行と松竹楽劇部（のちのOSK日本歌劇団）による音楽舞踊のアトラクションを採り入れ話題となった。同年9月1日の関東大震災により、松竹キネマ合名社の外国部は大阪に移転。浅草帝国館は復興し、引き続き松竹洋画の本拠としたが、外国映画社の日本支店の多くは京阪神地区に移転していたため、事実上大阪松竹座が基幹劇場となっていた。
1924年（大正13年）、関西松竹合名社は国産映画の量産に力を入れることになり、洋画の輸入買付を手控える。以降同社は外国映画社から提供を受けた作品を配給する事に専念した（フリー・ブッキング制）。

### 松竹座チェーン
1924年（大正13年）6月、松竹キネマ合名社は新宿武蔵野館と提携。1926年（大正15年）には新宿武蔵野館に代わり目黒キネマが封切館に加わったが、やがて自社作品の拡充のため外国部を廃止して洋画興行および配給から撤退した。
一方、関西松竹合名社は大阪松竹座の成功に伴い、1924年12月31日に新京極の明治座を「京都松竹座」に改称して洋画興行を開始、翌1927年（昭和2年）には新開地の「神戸松竹劇場」を「神戸松竹座」に改称し、また「名古屋末広座」を買収して「名古屋松竹座」とするなどにより、松竹座チェーンが形成された。
1928年（昭和3年）8月、浅草松竹座が開業し、翌1929年（昭和4年）9月には四谷大木戸の「山手劇場」を「新宿松竹座」と改称。松竹座チェーンは東京に進出。また大阪松竹座・浅草松竹座にそれぞれ輸入部を設け、洋画の購入を再開した。

### SPチェーン
1931年（昭和6年）5月、松竹座チェーンのライバルであったパラマウント映画チェーンと合併することとなり、松竹パ社興行社を設立。浅草大勝館・新宿松竹座・有楽町邦楽座・新宿武蔵野館・浅草電氣館・大阪松竹座・京都松竹座・神戸松竹座・大阪公楽座を直営劇場として洋画興行を行なったが、これに11月から日比谷帝国劇場が加わった。
トーキーと字幕の発達により、活動弁士の解雇が相次いだ。

### SYチェーン
1933年（昭和8年）5月、パラマウント側が本来の映画配給に専念すべく、興行も含めた松竹パ社興行社から撤退。同年6月からSYコンパニー（松竹洋画興行部）が発足した。浅草常盤座・新宿昭和館が新たに加わり、都内の配給網は2系統になった。この後も契約館を増やし、運営母体も1936年（昭和11年）4月には松竹興行から独立して松竹洋画興行社となった。
1937年（昭和12年）4月、松竹キネマが松竹興行を合併し、現在の「松竹株式会社」となったため、松竹洋画興行社も合併に参加して、松竹株式会社の洋画部になった。さらに翌1938年（昭和13年）洋画の新規輸入が許可制になったため、輸入件数が減少し、洋画部は映画部洋画課に、翌1939年（昭和14年）には映画部洋画興行係に機構が縮小されていった。
1940年（昭和15年）、帝国劇場を失い、洋画購入件数も減少するが、却って希少価値を生んだため興行成績は良好であった。しかし1942年（昭和17年）4月に戦時統制に伴う「社団法人映画配給社」が設立され、松竹の洋画興行はここで一旦終止符が打たれた。
1946年（昭和21年）、占領軍により設置された「セントラル映画社」から、東宝と共に洋画興行を引き受けて復活。セントラル映画社との交渉がこじれ一旦打ち切られるが、翌1947年（昭和22年）、松竹保善社の名で再契約し、「浅草ロキシー映画劇場」（旧金龍館）で洋画興行を行い、同館内に「ロキシー興行社」を設置して洋画興行を復活させた。1949年（昭和24年）3月、接収されていた「有楽町邦楽座」が「ピカデリー劇場」として返還されたのを機に、ロキシー興行社を解消して松竹本社内に洋画係を復活。1950年（昭和25年）に洋画配給課が設置され、1927年（昭和2年）以来（※）の洋画配給を復活させた（※松竹キネマ時代から数える）。
1951年（昭和26年）11月、ユナイテッド・アーティスツ社（ユナイト映画）と提携。興行・配給成績共に洋画界の覇権を握る。配給部門は1955年（昭和30年）に外画部、1958年（昭和33年）に外国部に改められると共に業容を拡大した。
1959年（昭和34年）ユナイト社との提携を解消。別途セレクト・インターナショナル映画社と合弁で「松竹セレクト国際映画」を設立して、洋画配給部門を独立させた。しかし、翌1960年（昭和35年）には基幹劇場の築地・松竹セントラル劇場等数館が日本映画の上映館に転換したことにより、8月上旬よりSYチェーンの番組編成権が東宝に移行。1961年（昭和36年）12月8日松竹、東宝が京浜地区洋画興行における両社提携とそれに伴うTY（東宝洋画系）、SY（松竹洋画系）両チェーンの解体、拡大強化を共同発表した ことで「SYチェーン」は事実上崩壊し、全国をカバーする洋画興行はすべて東宝が握る事になった。

### STチェーン
1962年（昭和37年）、松竹セレクト国際映画はセレクト側が撤退したため、松竹国際映画に改称。しかしながら依然として洋画配給としては弱体であったため、映配株式会社と合併することとなり、同年10月、松竹映配が発足。一方の興行チェーンも同年9月に東急文化会館と全面提携。配給面でも翌1963年1月9日に同社と提携することで東急との繋がりが生じ、1965年（昭和40年）2月27日独自の興行チェーンを復活。「松竹・東急チェーン」（STチェーン）が発足した。なお、東急との関係で東映洋画系もこれに含まれることがある。
一方、買付映画の不振により松竹映配の業績は悪化。1973年（昭和48年）8月に解散することとなり、受け皿会社として同年9月に富士映画を発足。1983年（昭和58年）、松竹富士に改称したが、これも1999年（平成11年）に合理化のため解散、配給部門としては長期低迷が続いている。現在、松竹の洋画配給は本社映像本部が行っている。

## 映画館

### 2011年3月までの直営映画館
（以下の映画館、シネコンはいずれも2011年3月から松竹マルチプレックスシアターズが運営。）
- 丸の内ピカデリー（3スクリーン）
- 東劇
- 新宿ピカデリー（10スクリーン）
- MOVIX京都（12スクリーン）
- 神戸国際松竹（4スクリーン）

### 子会社経営
- MOVIX（シネマコンプレックス。京都を除く全国21箇所）

### 共同経営
- 札幌シネマフロンティア（12スクリーン中4スクリーン。東宝、ティ・ジョイとの共同事業。松竹遊楽館、札幌東映劇場にあった松竹東急系、東映系劇場の後継映画館。）
- 横浜ブルク13（ティ・ジョイ、東急レクリエーションとの共同事業）
- ミッドランドスクエアシネマ（7スクリーン中3スクリーン。中日本興業との共同事業）
- なんばパークスシネマ（11スクリーン中6スクリーン。ティ・ジョイとの共同事業。道頓堀角座、道頓堀東映など、難波・千日前地区にあった松竹東急系、東映系劇場の後継映画館。）
- 大阪ステーションシティシネマ（12スクリーン中6スクリーン。TOHOシネマズ、ティ・ジョイとの共同事業。2011年1月に閉館した、梅田ピカデリー後継映画館。）

2011年3月1日に松竹本社が映画興行部門を松竹マルチプレックスシアターズに譲渡したため、松竹本社の直営映画館やシネコンは現在存在しない。
早稲田松竹を経営している松竹映画劇場株式会社は松竹グループに属していない別会社である。同社の実態は不動産賃貸業で、シブヤ西武（旧渋谷松竹映画劇場跡）が主な物件である。ただし、現松竹社長の迫本淳一が大学卒業後の一時期所属していたことがある。

## テレビ作品
松竹は経営参加を行ったフジテレビジョンを通じてテレビ進出を図るが、テレビ番組はそれよりも前に手掛けていた。初期はテレビ映画がメインであったが、大阪・毎日放送（MBS）とスタジオドラマを共同製作していた例もある。なお、大阪地区では他に朝日放送（ABC）と組んだ「道頓堀アワー」（角座から演芸中継）や読売テレビと組んだ「親バカ子バカ」等一連の寛美物のテレビドラマがあった。2000年代以後は単発の2時間ドラマ制作を僅かに見かける程度に縮小している。

### ドラマ

#### 時代劇
- ブラザー劇場・水戸黄門（TBS、第51話以降の製作を担当[† 3]）
- 海の次郎丸
- 黒い編笠
- 白頭巾参上
- 高杉晋作
- まぼろし城
- はやと
- 必殺シリーズ
- 時代活劇シリーズ 風
- おしどり右京捕物車
- 斬り抜ける（いずれもABC・実製作は京都映画）
- 鬼平犯科帳（中村吉右衛門版）
- 高杉晋作
- 剣客商売（藤田まこと版、いずれもフジテレビ・(実製作は京都映画)）
- 鞍馬天狗（1990年、テレビ東京・(実製作は京都映画）
- 父子鷹（1994年1月 - 3月放送、日本テレビ）

#### 現代劇
- おれは男だ!（日本テレビ）
- 岸壁の母（TBS）
- 大空港（フジテレビ）
- 江戸川乱歩の美女シリーズ
- 探偵・神津恭介の殺人推理
- 天才・神津恭介の殺人推理（いずれもテレビ朝日『土曜ワイド劇場』枠で放送）
- 京都殺人案内（実製作は京都映画）
- 京都妖怪地図（実製作は京都映画）
- 赤かぶ検事奮戦記（実製作は京都映画）
- 京都の芸者弁護士事件簿
- 京都のテミス女裁判官（いずれもABC『土曜ワイド劇場』枠で放送・〔実製作は京都映画〕）
- 京都マル秘指令 ザ新選組（いずれもABC・〔実製作は京都映画〕）
- 京都祇園入り婿刑事事件簿（フジテレビ『金曜エンタテイメント』枠で放送・〔実製作は京都映画〕）

### アニメ・特撮
以下の作品は代表的なものをピックアップしたものである。ほとんどは単独製作ではなく松竹映像商品部が製作委員会に加入する形式で製作されている。

#### アニメ
- 力と女の世の中（1933年）
- フクちゃんの奇襲（1942年）
- くもとちゅうりっぷ（1943年）
- 桃太郎 海の神兵（1945年）
- ガラスの仮面（東京ムービー版）（2005年4月5日 - 2006年3月28日）
- ARIAシリーズ（2005年 - 2008年）
- ゼロの使い魔シリーズ（2006年 - 2008年）※第3期まで
- TOKKO 特公（2006年)
- シュヴァリエ 〜Le Chevalier D'Eon〜（2006年)
- スケッチブック 〜full color's〜（2007年)
- モノクローム・ファクター（2008年)
- 二十面相の娘（2008年)
- ミチコとハッチン（2008年 - 2009年)
- 戦国BASARA（2009年、ネット局編成メインスポンサーとして製作委員会に筆頭加入）
- リストランテ・パラディーゾ（2009年)
- うみものがたり 〜あなたがいてくれたコト〜（2009年）
- 夢色パティシエール（2009年）
- たまゆらシリーズ（2010年 - 2015年）
- べるぜバブ（2011年）
- 黒魔女さんが通る!!（2012年）
- うさぎのモフィ（2013年）
- キャプテン・アース（2014年）
- ノラガミ（2014年）
- ローリング☆ガールズ（2015年）
- 91Days（2016年）
- 終末のイゼッタ（2016年）
- カブキブ!（2017年）
- 風夏（2017年）
- 妹さえいればいい。（2017年）
- 宇宙戦艦ヤマト2202　愛の戦士たち（2018年）
- けものフレンズ2（2019年）
- アークナイツ【黎明前奏/PRELUDE TO DAWN】（2022年）
- アキバ冥途戦争（2022年）
- REVENGER（2023年）[17]
- 好きな子がめがねを忘れた（2023年）
- ライアー・ライアー（2023年）
- オチビサン（2023年）
- 勇気爆発バーンブレイバーン（2024年）
- ブルーアーカイブ The Anination（2024年）
- 戦隊大失格（2024年）
- アストロノオト（2024年）
- ウィッチウォッチ（2025年）
- たべっ子どうぶつ THE MOVIE（2025年、製作委員会として参加）

2008年にはOVA作品『絶対衝激 〜PLATONIC HEART〜』のDVD発売元となっている。

#### 特撮
- 神州天馬侠（1967年6月18日-12月31日）
  - ダイハツ工業一社放映枠で放映された児童向け時代劇、大ワシなどに特撮が使われた。
- 魔女はホットなお年頃（1970年10月31日 - 1971年3月27日）
  - 和製「奥様は魔女」を志向した、魔法少女もの。
- 参上! 天空剣士（1990年4月1日 - 9月30日・(実製作は京都映画）
  - 超能力で浪人が変身する、特撮時代劇。
- 魔弾戦記リュウケンドー（2006年1月8日 - 12月31日）
  - 松竹初のTV特撮変身ヒーローもの。
- トミカヒーロー レスキューフォース（2008年4月5日 - 2009年3月28日）
  - 松竹の特撮ヒーロー2作目にして初めての巨大ロボット(レスキューマックス)が登場。

松竹がこの分野に本格的に参入したのは上掲の通り、つい近年のことである。しかしながら、1960年代に黒い編笠などのヒーローものに連なる30分ドラマを制作し、その中で散発的に特撮を使った作品を製作しており、また劇場用映画として1967年に宇宙大怪獣ギララ、1968年に吸血鬼ゴケミドロ、吸血髑髏船、昆虫大戦争を僅か4本ながら製作している（この「ギララ」は「男はつらいよ 寅次郎真実一路」にも冒頭の寅次郎の夢シーンで登場する）。尚、ゴケミドロの企画及び特撮にピープロダクションが参加しているが、同社は同時期の神州天馬侠と風でも特撮を担当している。
アニメーションへの参入は更に古く、1933年に「力と女の世の中」を松竹蒲田撮影所が製作するが経済的事情により、わずか3作品で終わる（いずれも現存せず）。1941年には、当時の漫画映画ブームに着目して松竹動画研究所を設立、「フクちゃんの奇襲」（原作・横山隆一）など戦時下にも拘わらず終戦までに6作品を製作発表している。この松竹動画研究所は日本アニメーション界の草分け的存在であり、日本のアニメーション史に名を残す傑作『くもとちゅうりっぷ』や『桃太郎 海の神兵』など、叙情的なアニメ作品を戦時中に世に送り出したことで知られる。セル画の全編使用などアニメーションの製作技法を確立し、クオリティの高さに手塚治虫が感涙した逸話もある。これらの経緯から日本のアニメーションに、直接的にも間接的にも多大な影響を与えている。

## テレビ番組
- 日経スペシャル カンブリア宮殿 エンタメを極めて120年 ピンチに攻める！松竹（2022年7月28日、テレビ東京）- 社長 迫本淳一出演[18]。

## 演劇・諸芸

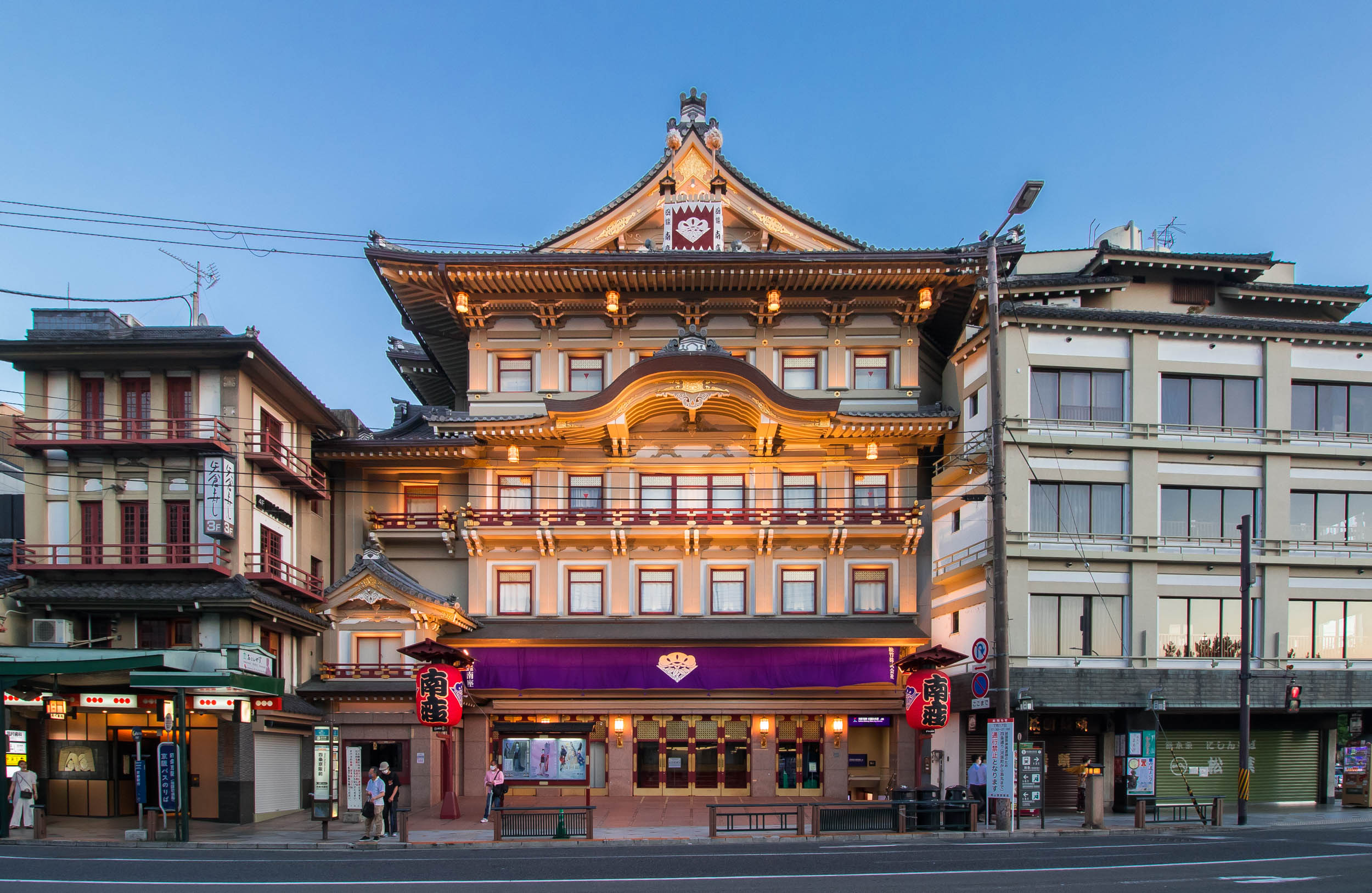
南座（京都四条川端南東角）

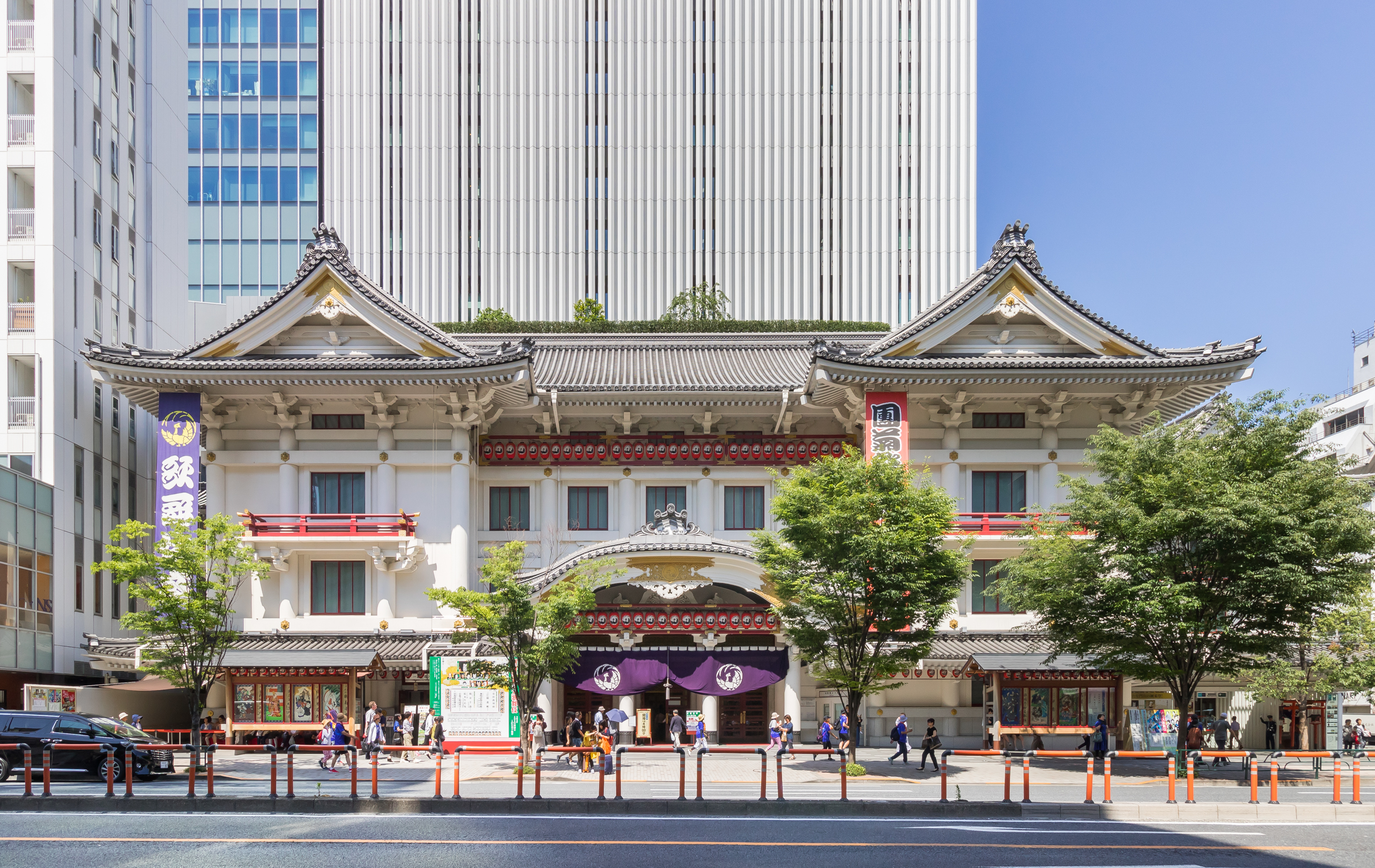
歌舞伎座

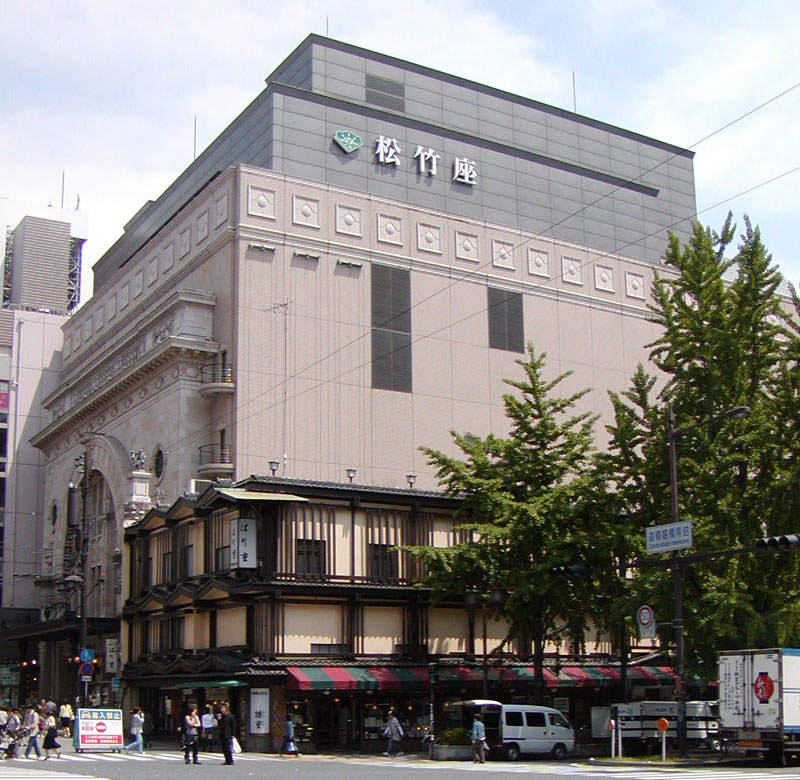
大阪松竹座（大阪道頓堀）

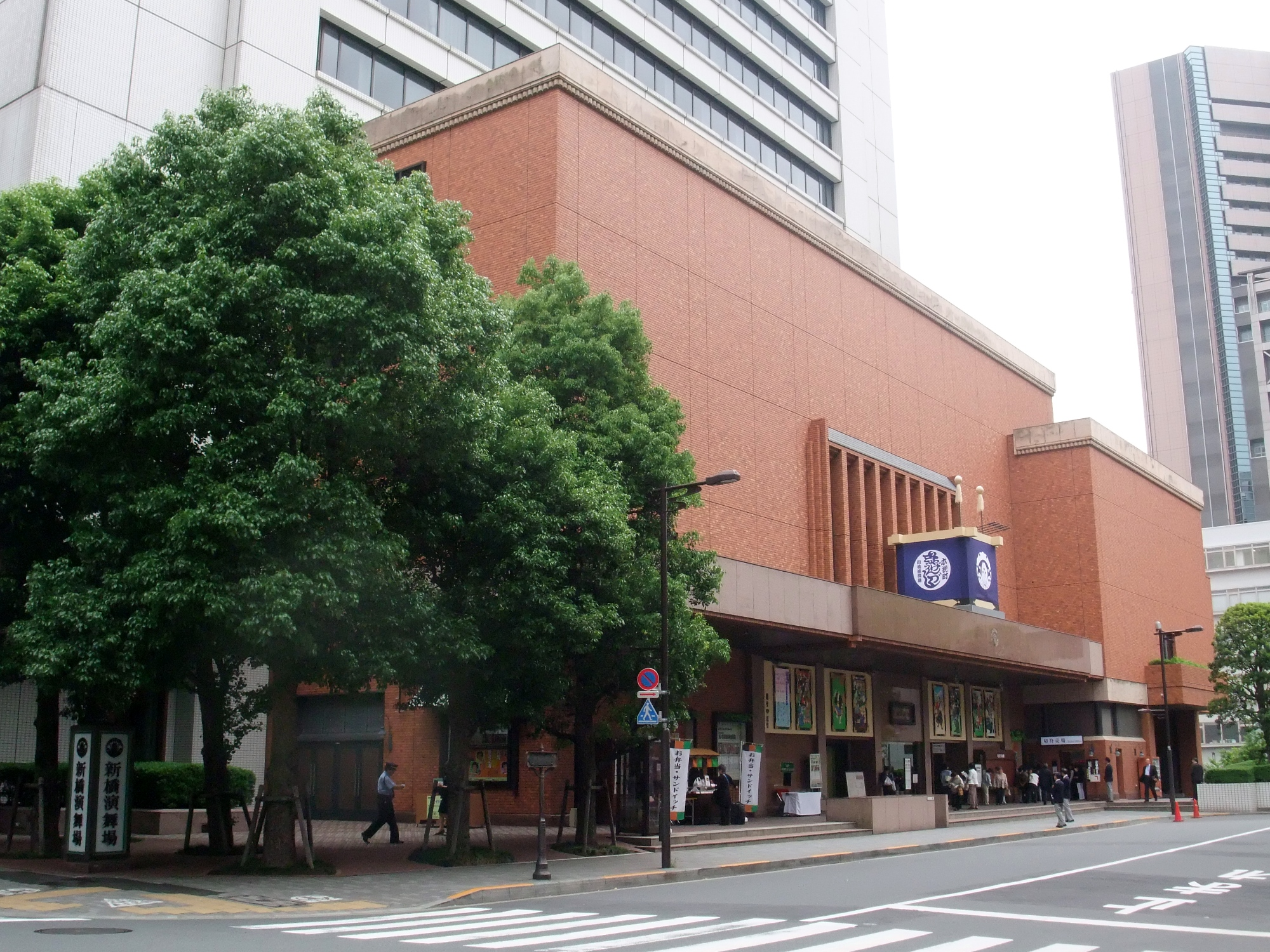
新橋演舞場

### 歌舞伎
多くの歌舞伎俳優と専属契約を結んでおり、歌舞伎の制作ならびに興行をほぼ独占している。昭和以降、歌舞伎俳優の集約が進み歌舞伎興行を事実上、独占することとなった。国立劇場での歌舞伎公演も、松竹の協力なしには成り立たない。歌舞伎座・南座・大阪松竹座など傘下の劇場で定期公演を行うほか、『松竹大歌舞伎』として全国巡業を実施し、国立劇場公演にも協力している。
歌舞伎に関する商標も多く取得している。
- 歌舞伎の内容については、歌舞伎を参照。
- なお、演目については歌舞伎の演目一覧を参照。
- 歌舞伎公演を映像作品化する事業については、シネマ歌舞伎を参照。

### 新派
- 劇団新派を参照。

### 松竹新喜劇
- 松竹新喜劇を参照。

### 歌劇
1922年（大正11年）、大阪松竹座開場にあたり松竹楽劇部（後、大阪松竹歌劇団）を創設。1928年（昭和3年）に東京松竹楽劇部（後、松竹歌劇団）が創設された。東西それぞれでレビューを上演し、少女歌劇文化の隆盛に貢献した。1957年（昭和32年）に大阪松竹歌劇団が松竹から独立し、OSK日本歌劇団と改称して今日に至る。松竹歌劇団は東京を中心に活動を続けたが衰退し、1990年にレビューを終了し1996年に解散した。2004年以降、OSKが松竹傘下の劇場で定期公演を行うようになったが、いまも直接の関係はない。
- 東京の国際劇場を拠点に興行されていたレビューについては松竹歌劇団の項を参照のこと。
- 大阪の大阪松竹座・大阪劇場（大劇）・松映（戦前のみ）を拠点としていたレビューについては、OSK日本歌劇団の項を参照のこと。

### 人形浄瑠璃
- 1909年（明治42年）から1963年（昭和38年）まで、人形浄瑠璃（文楽）の制作ならびに興行を独占していた。文楽の項を参照のこと。

### 演芸
- 東京においては、浅草公園六区と新宿角筈で軽演劇と色物中心の演芸を興行していた。浅草松竹演芸場・新宿松竹文化演芸場の項を参照のこと（正しくは、新宿は子会社である松竹第一興行の手によるもの）。
- 大阪と神戸では、漫才・上方落語・浪曲・奇術・音楽ショーなどの寄席興行を行っていた。松竹芸能の項を参照のこと。

### 劇場
- 歌舞伎座
- 新橋演舞場
- 大阪松竹座
- 京都四條南座

下記劇場は年数回松竹の興行が行われる。
- サンシャイン劇場（松竹系）
- 日生劇場
- 三越劇場
- 御園座
- 中日劇場
- 旧金毘羅大芝居（金丸座）
- 博多座
- 浅草公会堂 - 「新春浅草歌舞伎」ほかが行われる。

※劇場ではないが、徳島県鳴門市の大塚国際美術館・システィーナにおいて、2009年から年1回『システィーナ歌舞伎』と題する興行が行われている。『和と洋のコラボ』がメインテーマで、毎年新作が製作されている。

## 付帯事業

### 賃貸不動産
映画・演劇と並ぶ基幹事業となっている。
- 築地松竹ビル（築地1-13-1）

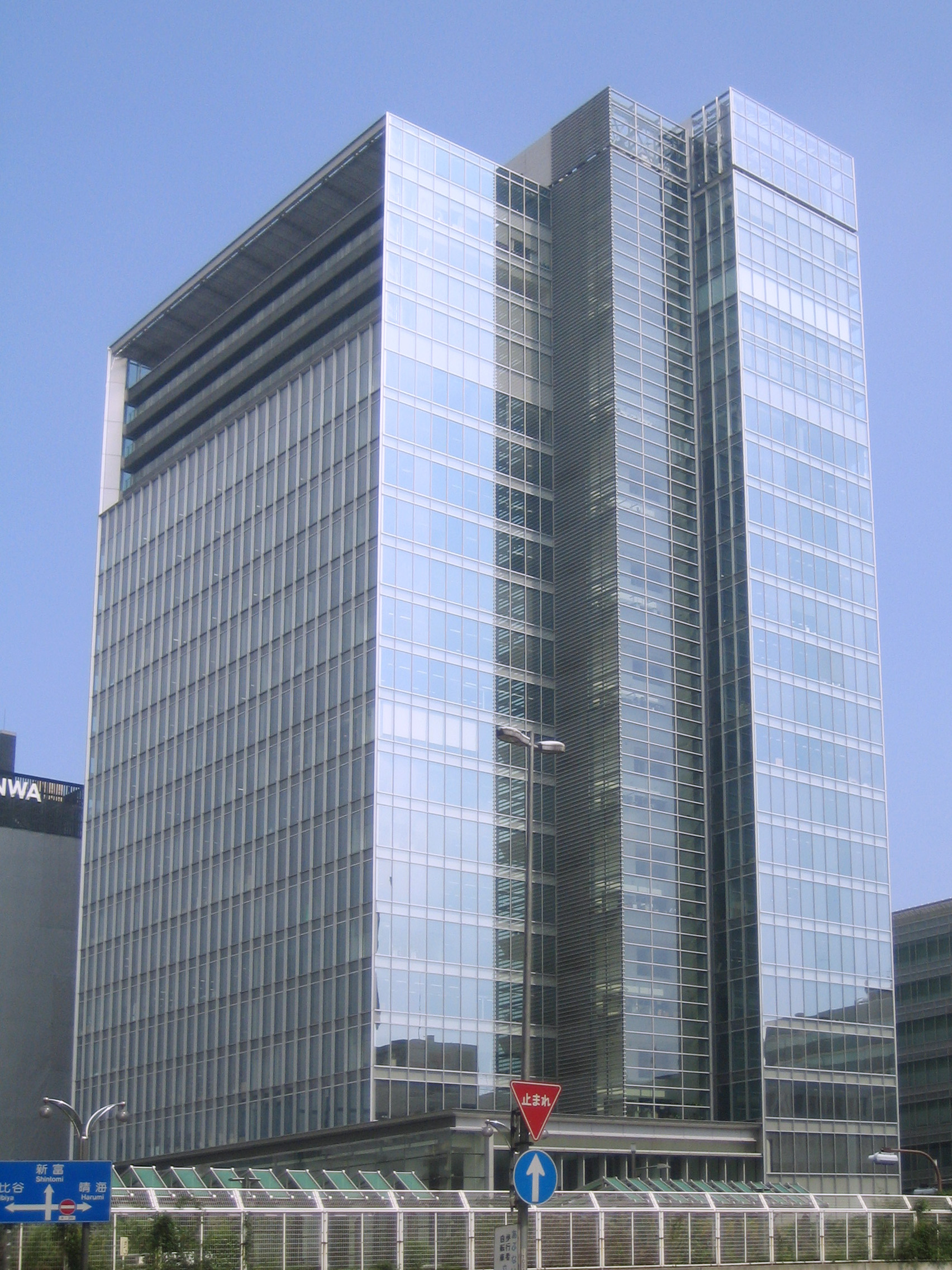
旧本社跡地にSPCを通じて建築された築地松竹ビル（銀座松竹スクエア）

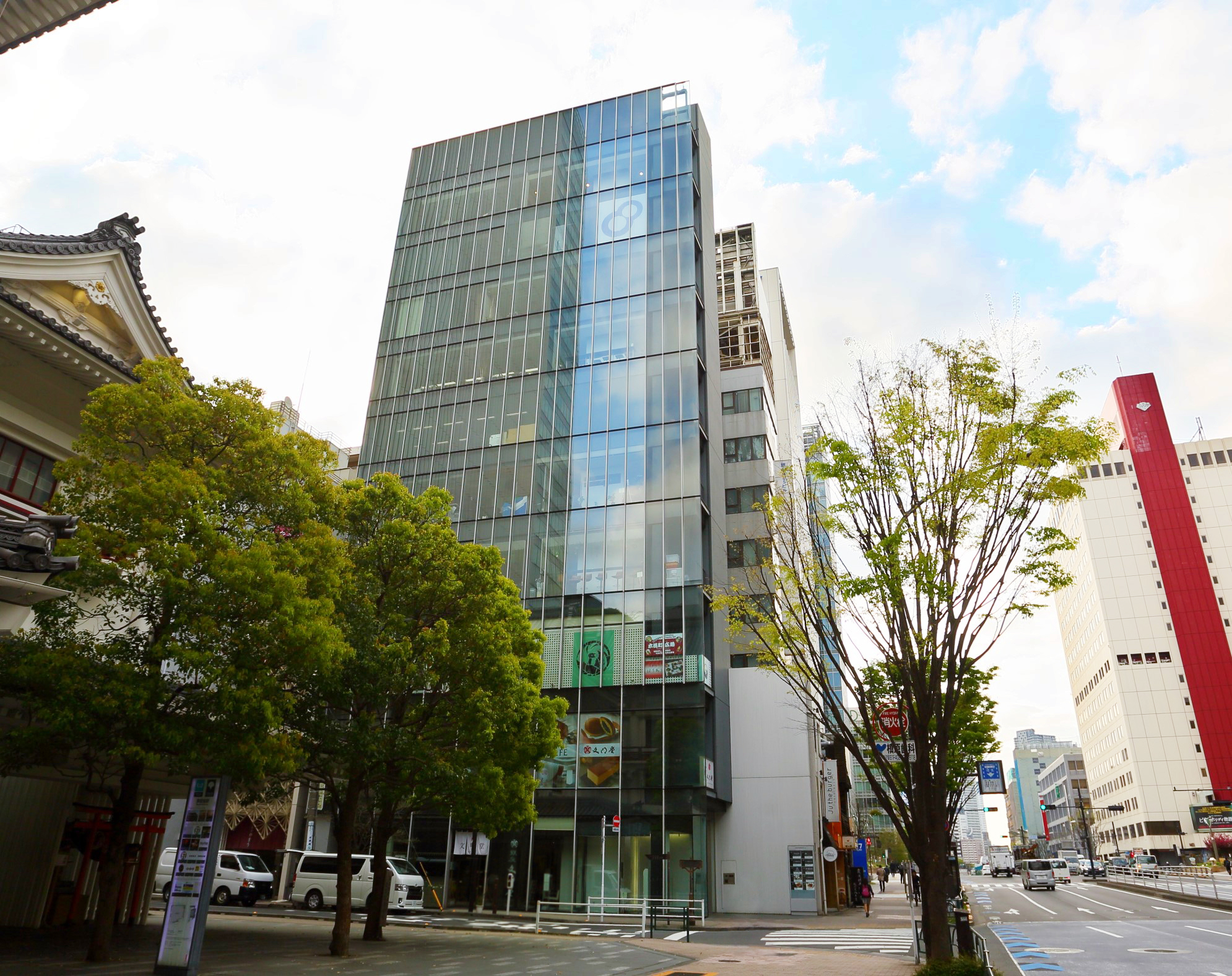
松竹倶楽部ビル

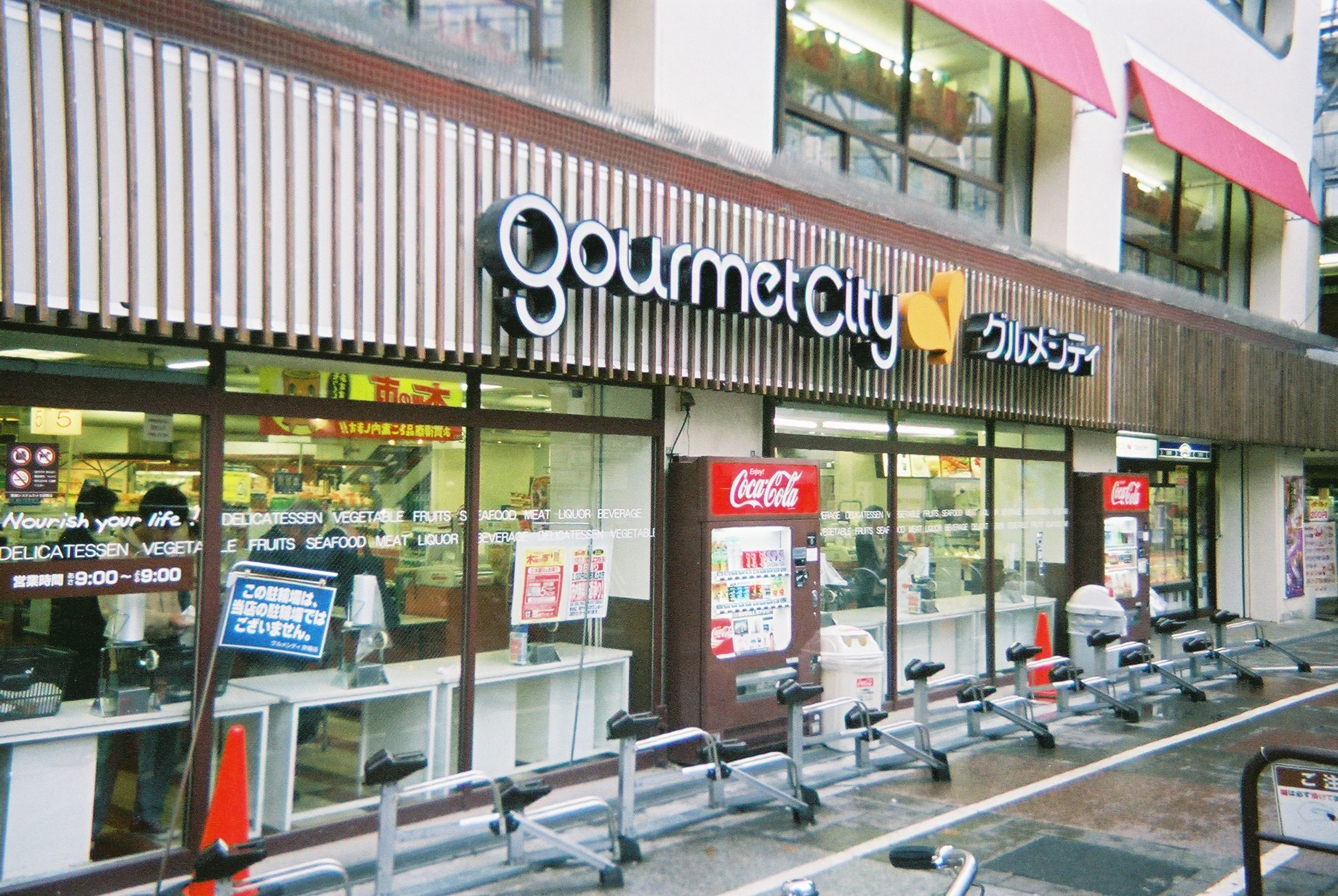
グルメシティ京極店が入居する京都松竹第二ビル

  - 通称：銀座松竹スクエア。旧本社が入居する松竹会館跡地を財団法人民間都市開発機構に売却し、同機構と松竹・金融機関が出資した特別目的会社を通じてみずほ信託銀行が事業主となり、オフィス・住居複合型の高層ビルを2002年に竣工した（SPC出資の持分保有）。KADOKAWA・DWANGOのブランドカンパニーのオフィスと高級賃貸マンション・飲食店で構成される。
- 東劇ビル（築地4-1-1 松竹本社も入居）
- 有楽町マリオン（朝日新聞社・東宝との共同保有）
- 新宿ピカデリー（東京新宿 無印良品も入居）
- 松竹倶楽部ビル（東京都中央区銀座4-13-11）[20]
- 大船松竹ショッピングセンター（旧大船撮影所の一部敷地 イトーヨーカドー大船店とブックオフ（旧:鎌倉三越）が入居）
- 浜松松竹ビル（浜松市肴町322-20 銀座ライオンなどが入居）
- 京都松竹第2ビル（京都市中京区寺町六角東入桜之町 グルメシティ近畿京極店。建て替えられて現在は「ホテルグレイスリー京都三条」）
- 京都松竹第3ビル（京都市中京区四条上ル中之町557新京極 テナントビル。建て替えられて現在は「京都松竹坂井座ビル」）
- 郵政福祉梅田ビル（大阪梅田 パチンコ・パチスロチェーン「パンドラ」）
- 博多STビル（福岡中洲 東宝と区分所有 博多エクセルホテル東急）ほか

### プロ野球
松竹ロビンスの項を参照。なお、松竹は役員派遣以外は本格的に球団経営には携わらず、あくまでもスポンサーの立場で終始していた。

### アイススケートリンク
- 大阪歌舞伎座（6階。戦後キャバレーから演芸場の千日劇場に。現・ビックカメラなんば店）
- 京都（河原町三条下ル[21]。1935年開場[21]。館内は、スケートリンク、ニュース映画上映、喫茶店、卓球などで構成された[21]。京劇ボウルを経て、現・クロスホテル京都）
- 神戸聚楽館（神戸新開地。現・ラウンドワン）

### ボウリング場
現在は全て撤退している。
- 東京築地
- 東京新宿
- 東京浅草
- 京都太秦
- 神戸新開地

ほか

### タクシー事業
かつてはタクシー事業を行う子会社、松竹事業が存在し、中央無線（現・大和自動車交通グループ信和事業協同組合）に加盟していたが、1999年に京王交通（現・飛鳥交通・東京無線加盟）に事業が譲渡されている。

## 関係会社
連結子会社
- 松竹芸能株式会社
- 株式会社松竹エンタテインメント
- 株式会社松竹マルチプレックスシアターズ （SMT シネマコンプレックス「MOVIX」および松竹直系劇場の運営）
- 松竹ブロードキャスティング株式会社（衛星劇場、ホームドラマチャンネル）
- 株式会社松竹撮影所（旧：京都映画株式会社・松竹京都映画株式会社・株式会社松竹京都撮影所）
- 株式会社松竹映像センター（ポストプロダクション・旧称：神奈川メディアセンター・松竹デジタルセンター）

持分法適用関連会社
- 株式会社歌舞伎座
- 新橋演舞場株式会社

ほか

## かつて存在した施設・団体
- 松竹キネマ俳優学校
- 松竹キネマ研究所
- 松竹動画研究所
- 松竹富士（旧：松竹セレクト国際映画・松竹国際映画・松竹映配・富士映画）
- 松竹CBS/FOXビデオ
- 松竹シナリオ研究所
- ボウリング場
- アイススケートリンク
- 松竹歌劇団
- 大阪松竹歌劇団
- 松竹交響楽団
- 松竹ロビンス

### かつて存在した劇場
- 帝国劇場（東宝経営で存続）
- 新富座（江戸三座のひとつ森田座の後身。現・京橋税務署ならびに東京都中央都税事務所の改築工事中）
- 市村座（江戸三座のひとつ。末期の下谷二長町時代に経営。現・凸版印刷本社）
- 明治座（松竹の手を離れて存続）
- 国際劇場（現・浅草ビューホテル）
- 浅草松竹座（現・浅草ROX）
- 浅草松竹演芸場（現・浅草ROX）
- 浅草松竹新劇場（傍系会社・中映に移管後、「浅草新劇場」に改称。2012年閉鎖。）
- 浅草常盤座（現・浅草ROX3）
- 新宿第一劇場（新歌舞伎座・新宿松竹座。現・IDC大塚家具新宿ショールーム）
- 新宿松竹座（大国座・新宿歌舞伎座・新宿大劇場。現・IDCフロンティア本社）
- ムーランルージュ新宿座（作文館。松竹の経営は戦時中の一時期のみ。現・ドン・キホーテ新宿東南口店）
- 東京劇場（松竹マルチプレックスシアターズ経営の映画館として現存）
- 東横劇場（東横ホール。東急百貨店所有。現・東急百貨店東横店「東急レストラン街」）
- 青山劇場（こどもの城内。財団法人児童育成協会運営。2018年現在東京都所有の未利用地）
- 名古屋松竹座（矢場町所在。現・マンション）
- 中京劇場
- 京都明治座（のちの京都松竹座、2001年11月閉鎖）
  - 2001年12月に近接部にMOVIX京都South（本館）が竣工。
- 京都座（のちの京都ロキシー、1999年閉鎖）
  - 2005年に京都明治座跡地を跨いで京都松竹座ビルとして建て替え竣工し、低層部にGAMEPANIC 京都、上層部にMOVIX京都North（新館）で構成される
- 夷谷座（のち京都松竹劇場を経て京都ピカデリー。現・ホテルグレイスリー京都三条 南館）
  - 2017年5月松竹所有の土地を藤田観光が定期借地権契約でホテルを建設。
- 京都歌舞伎座（のちのSY松竹京映（京極映画劇場）。現・「京都松竹阪井座ビル」建設現場）
- 文楽座（四つ橋・佐野屋橋南詰。現・大丸心斎橋店の提携駐車場ビル）
- 道頓堀浪花座（道頓堀五座の一つ。現・商業施設「道頓堀ゼロゲート」）
- 道頓堀中座（道頓堀五座の一つ。現・商業施設「中座ビル」）
  - 現在の「中座ビル」は松竹とは無関係
- 道頓堀角座（道頓堀五座の一つ。）
  - 最終的に映画館ビルとなっていたが、廃座の上、2008年土地建物を第三者に売却。2013年7月28日より松竹芸能が所有者より賃借する形で演芸場「松竹芸能 道頓堀角座」を開場。
- 道頓堀朝日座（道頓堀五座の一つ。東映に売却）
  - 大阪東映劇場から道頓堀東映となっていたが、2007年4月閉館。東映の手も離れ、現在は商業ビル「道頓堀ベニスビル1」が立地。
- 道頓堀弁天座（道頓堀五座の一つ。文楽座・道頓堀朝日座。現・商業施設「DOBOXビル」）
- 大阪歌舞伎座（現・ビックカメラなんば店）
- 大阪劇場（現・なんばオリエンタルホテル）
- アシベ劇場（現・アムザ1000）
- 松映（新世界。旧・大阪国技館。現・駐車場）
- 神戸松竹劇場（現・パチンコ店）
- 神戸松竹座（現・パチンコ店）
- 神戸八千代劇場

### かつて存在した主な映画館
- 松竹セントラル（築地）
- 銀座松竹（銀座五丁目・晴海通り）
- 銀座金春館（銀座七丁目・外濠通り）

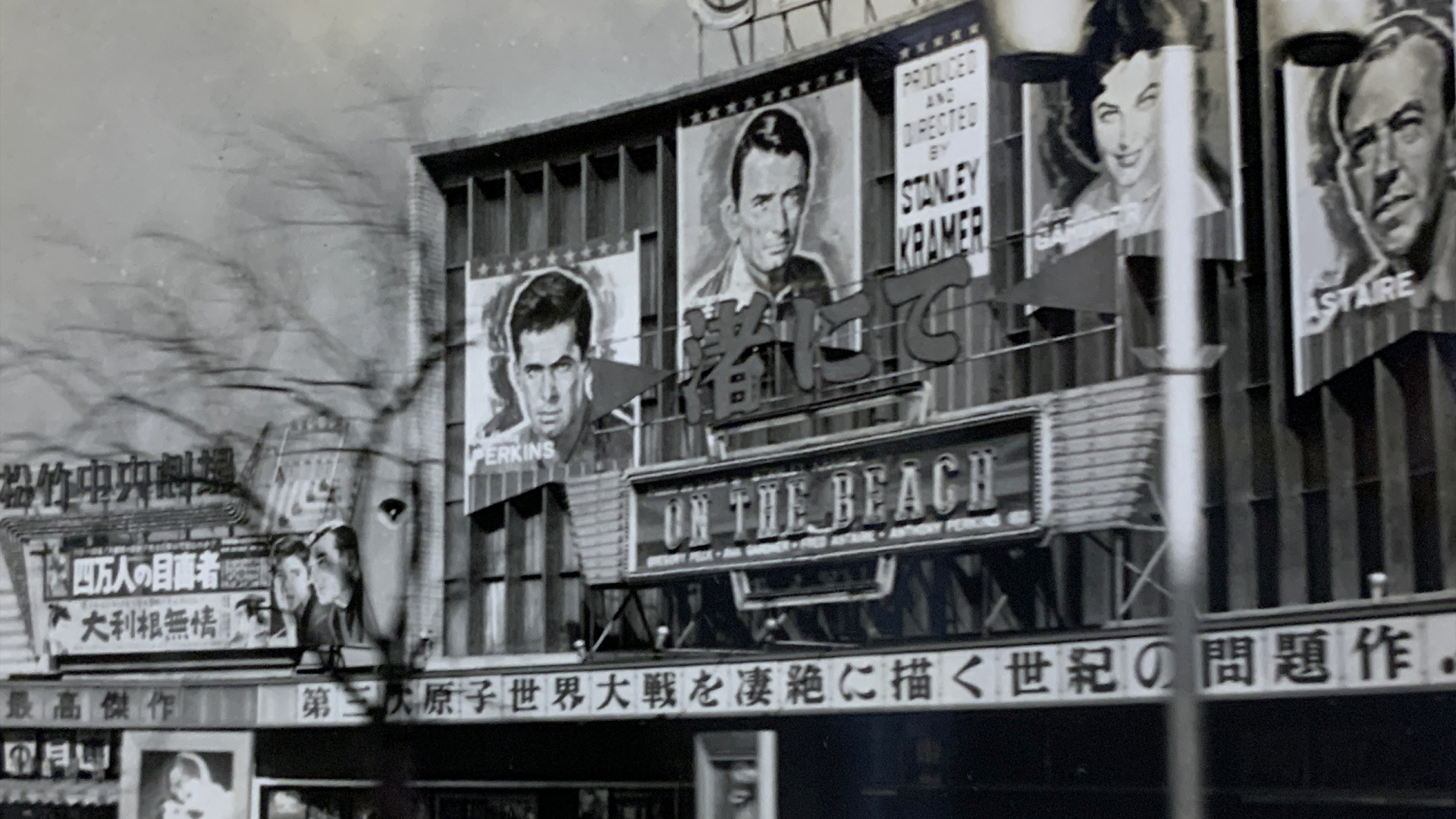
松竹セントラル（1960年）

- 銀座金春映画劇場（銀座五丁目・みゆき通り。金春館とは別物）
- シネマ銀座（銀座七丁目・中央通り）
- 渋谷ピカデリー（渋谷松竹セントラル。道玄坂）
- 渋谷劇場（道玄坂上）
- 新宿松竹（現・新宿ピカデリーの場所に位置した劇場）
- 池袋松竹映画劇場（池袋山手映画劇場。東口）
- 池袋松竹名画座（西口。池袋演芸場1階。成人映画を上映）
- 浅草松竹映画劇場（浅草帝国館。浅草公園六区）
- 浅草電氣館（大映封切。中映に移管）
- 浅草大勝館（中映に移管）
- 浅草ロキシー映画劇場（金龍館。浅草松竹映画劇場（二代目））
- 浅草東京クラブ
- 浅草日本館
- 上野松竹映画劇場
- 上野セントラル
- 上野映画
- 上野名画座
- 横浜松竹映画劇場（横浜オデヲン座。伊勢佐木町）
- 横浜ピカデリー（伊勢佐木町）
- 相模松竹（横浜駅西口。現・相鉄ジョイナス）
- MOVIX本牧（神奈川県横浜市。子会社の松竹ニューセレクトが運営していた。）
- 名古屋松竹座（名駅。現・ミッドランドスクエア）
- 名古屋松竹映画劇場（ステート座。栄）
- 中京劇場（栄）
- 千歳劇場（名古屋伏見）
- 大須映画劇場（大須）
- 文化映画劇場（京都河原町蛸薬師）
- 京洛映画劇場（京都新京極）
- 京都ニュース映画館（京都三条。現・京劇ボウル）
- 松竹大阪座（北区本庄黒崎町）
- 梅田ピカデリー（後継映画館は2011年5月開業の大阪ステーションシティシネマ）
- なんば大劇場（南海難波駅構内。現在のなんばパークスシネマに繋がる）
- なんばロキシー（同上）
- 花園松竹映画劇場（西成区梅南通）
- ビッグ映劇（神戸三宮）
- 聚楽館（神戸新開地。現・ラウンドワン）
- 神戸スバル座（相生座。神戸新開地。現在は松竹所有の駐車場）
- 札幌松竹遊楽館（狸小路）
- 仙台松竹映画劇場（東一番丁）
- 新潟SY松竹（古町通五番町）
- 松竹大竹座（新潟古町通八番町）
- 浜松松竹座（肴町）
- 浜松松竹映画劇場（鍛冶町）
- 松竹東洋座・広島名画座（広島八丁堀 福屋8階）：日本館（1916年 - ）→東洋座（1950年 - ）→松竹東洋座・広島名画座（1975年6月1日 - 2008年4月30日）(現:八丁座)
- 福岡松竹映画劇場（中洲。現・エクセルホテル東急）
- 福岡SY松竹座（中洲）
- 八戸松竹（八戸市長横町）
- 宇都宮松竹1・2（栃木県宇都宮市。現・トナリエ宇都宮）
- 柏松竹1・2・3（柏）
- 鹿児島松竹タカシマ1・2・3 ： 高島映画劇場（1947年3月10日 - 1950年12月31日）→大映高島（1951年1月1日 - 1972年1月31日）→松竹高島（1972年2月1日 - 1986年8月31日）→改築休館（1986年9月1日 - 1987年4月24日）→松竹高島（4階、1987年4月25日 - 2000年8月11日）・鹿児島ピカデリー（2階、1987年4月25日 - 2000年8月11日）→松竹タカシマ（2000年8月12日 - 2005年5月5日）松竹株式会社第140期報告書(p6)[リンク切れ]